# Liste der Fornminnen in Resele

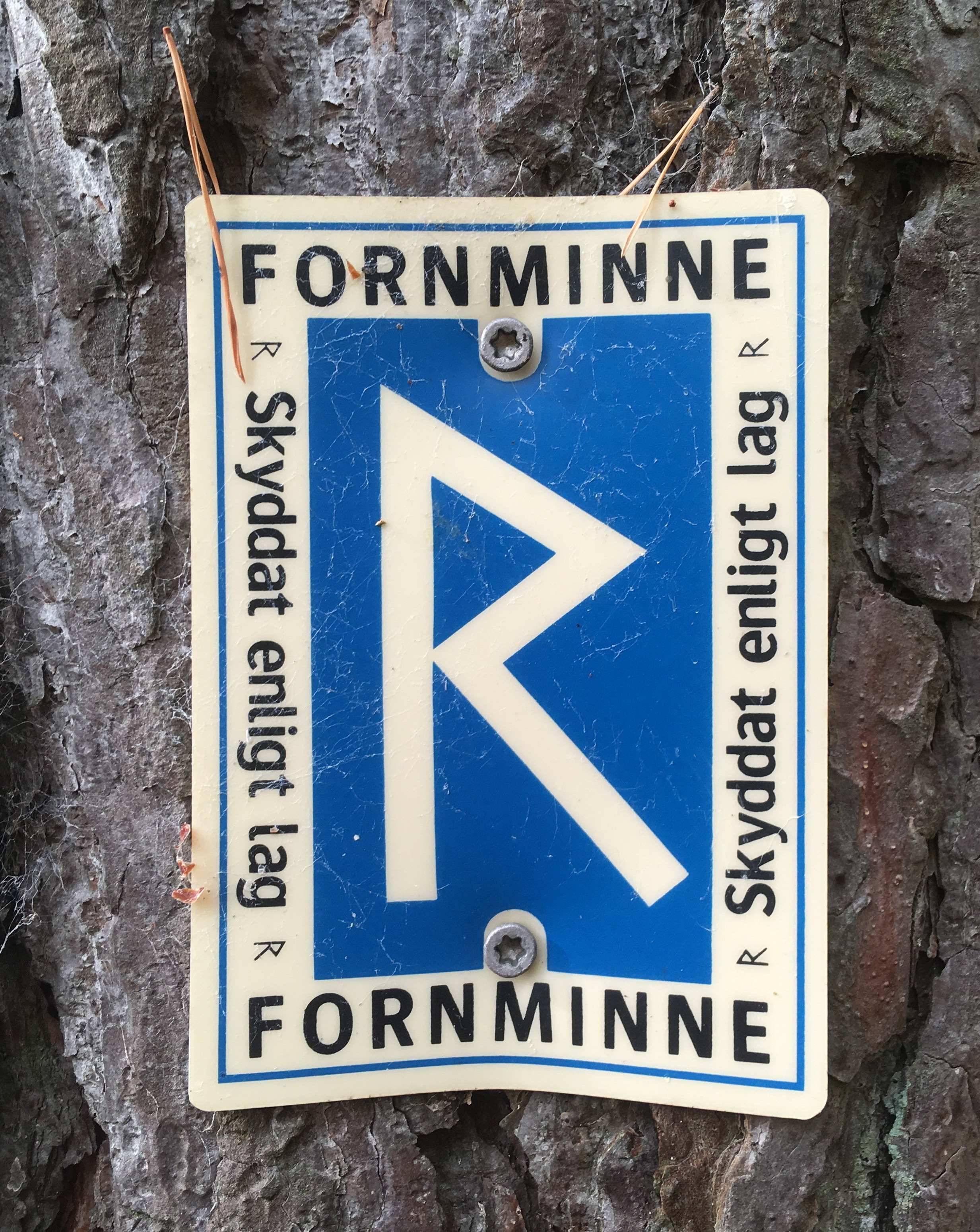
Zeichen für „Fornminnen“ in Schweden

Diese Liste der Fornminnen in Resele zeigt die „Alten/antiken Denkmale“ (schwedisch fornminnen) im ehemaligen Socken Resele in der heutigen Gemeinde Sollefteå der schwedischen Provinz Västernorrlands län, sie ist eine Teilliste der „Liste der Fornminnen in Västernorrland“. Die Aufteilung basiert auf der historischen Zuordnung der Gebiete in Socken (siehe auch) und der Einteilung des Zentralamts für Denkmalpflege Riksantikvarieämbetet (RAÄ). Es werden die Fornminnen aufgeführt, die auf dem Suchdienst „Fornsök“ registriert sind, welcher weitere Informationen zu den bekannten kulturhistorischen Überresten in Schweden enthält.

## Begriffserklärung
Fornminnen (schwedisch für alte/antike Denkmale oder archäologische Funde) sind in Schweden alte Objekte und archäologische Funde (Fornlämningar), welche die Überreste menschlicher Aktivitäten in der Vergangenheit bezeichnen, die durch frühere Nutzung entstanden sind und dauerhaft aufgegeben wurden. Dabei gilt für Fornminnen, die vor 1850 entstanden sind, dass sie automatisch durch das Gesetz geschützt sind. Aber auch jüngere Überreste können zu Bodendenkmalen erklärt werden, wenn sie sich an ihrem ursprünglichen Standort befinden und weitgehend erdgebunden sind. Als Fornminnen zählen u. a. Siedlungen und Siedlungsreste aus prähistorischer Zeit, Gräber und Grabstätten, Burgruinen, Ruinen von Klöstern, Kirchen und Schlössern, Steine und Felsen mit Inschriften und Bildern (z. B. Runensteine und Petroglyphen), insofern sie nicht schon als Einzeldenkmal unter Byggnadsminnen (schwedisch für Baudenkmale) oder kyrkliga Kulturminnen (schwedisch für kirchliches Kulturgut) ausgewiesen sind.

## Legende
| ID           | = | ID.Nr. des Denkmalregisters (Fornsök) im schwedische Amt für nationales Kulturerbe (Riksantikvarieämbetet (RAÄ)) |
| Lage         | = | Koordinatenangabe des Standorts                                                                                  |
| Bezeichnung  | = | Bezeichnung des Denkmalobjekts (auch RAÄ-Nr.)                                                                    |
| Beschreibung | = | Name (Denkmaltyp/Dokumentenverweis im Arkivsök) sowie eine kurze Beschreibung des Objekts                        |
| Bild         | = | Bild des Objekts sowie Verweis auf weitere Bilder                                                                |

## Liste Fornminnen Resele
| ID             | Lage    | Bezeichnung (RAÄ-Nr.) | Beschreibung | Bild           |
| -------------- | ------- | --------------------- | --- | -------------- |
| 10248600020001 | (Karte) | Resele 2:1            | Resele 2:1 (Hügelgrab / L1935:5090) rundes (etwa 9 m Durchmesser und 1,8 m hoch) Hügelgrab, welches zusammen mit dem Hügelgrab Resele 2:2 (L1935:4476) direkt südlich neben dem Landsväg 906, ca. 300 m südöstlich von Resele am Nordufer des Ångermanälven gelegen ist. | Weitere Bilder |
| 10248600020002 | (Karte) | Resele 2:2            | Resele 2:2 (Hügelgrab / L1935:4476) rundes (etwa 6 m Durchmesser und 1,2 m hoch) Hügelgrab, welches zusammen mit dem Hügelgrab Resele 2:1 (L1935:5090) direkt südlich neben dem Landsväg 906, ca. 300 m südöstlich von Resele am Nordufer des Ångermanälven gelegen ist. | Weitere Bilder |
| 10248600030001 | (Karte) | Resele 3:1            | Resele 3:1 (Hügelgrab / L1935:4478) rundes (etwa 8 m Durchmesser und 1,5 m hoch) Hügelgrab, welches zusammen mit dem Hügelgrab Resele 3:2 (L1935:4477) ca. 250 m südöstlich von Resele am nördlichen Uferstrand des Ångermanälven gelegen ist. | Weitere Bilder |
| 10248600030002 | (Karte) | Resele 3:2            | Resele 3:2 (Hügelgrab / L1935:4477) ursprünglich rundes (mit etwa 8 m Durchmesser, heute nur noch Halbkreis von 7x3m erhalten) Hügelgrab, welches zusammen mit dem Hügelgrab Resele 3:1 (L1935:4478) ca. 250 m südöstlich von Resele am nördlichen Uferstrand des Ångermanälven gelegen ist. | Weitere Bilder |
| 10248600070001 | (Karte) | Resele 7:1            | Resele 7:1 (Hügelgrab / L1935:4269) Beschreibung ergänzen | Weitere Bilder |
| 10248600080001 | (Karte) | Resele 8:1            | Resele 8:1 (Hügelgrab / L1935:3660) Beschreibung ergänzen | Weitere Bilder |
| 10248600440001 | (Karte) | Resele 44:1           | Resele 44:1 (Hügelgrab / L1935:5274) Beschreibung ergänzen | Weitere Bilder |
| 10248600710001 | (Karte) | Resele 71:1           | Resele 71:1 (Alm / L1935:5512) der sich auf 320 m u. NN. befindliche ehemalige Bergbauernhof (auch als schwedisch „Vignäsbodarna“ bekannt) ist im Grundriss rechteckig (40 x 30 m) und besteht aus einer Hausruine und einem weiteren Hausfundament sowie Resten einer gemauerten Kochstelle, welche auch ein Kultplatz gewesen sein kann. Der Hof befindet sich etwa 6,2 km nordwestlich der Ortschaft Forsmo inmitten eines Waldgebiets. Südöstlich schließt sich an den Hof das 2006 gegründete gleichnamige Naturschutzgebiet an, welches zu diesem Zeitpunkt 20 ha umfasste. 2024 wurde es in das Naturschutzgebiet „Vignässkogen“ umgewidmet, welches sich nun im Bogen südlich um den Hof erstreckt und 68 ha umfasst. | Weitere Bilder |